# Telenomus brevis
Telenomus brevis är en stekelart som först beskrevs av Thomson 1861.  Telenomus brevis ingår i släktet Telenomus, och familjen gallmyggesteklar. Arten är reproducerande i Sverige.